# کارمارت
کارمارت (انگلیسی: Karmarts) شرکت خرده‌فروشی تایلندی است، که در سال ۱۹۸۲ تأسیس شد.